# Galtara doriae
Galtara doriae là một loài bướm đêm thuộc phân họ Arctiinae, họ Erebidae.